# إنشانتد برنسيس
إنشانتد برنسيس (بالإنجليزية:  Enchanted Princess)‏ هي سفينة سياحية من فئة رويال تملكها مجموعة كارنيفال كوربرايشن بإدارة وتشغيل برنسيس للرحلات البحرية، خامس السفن من فئة رويال أسطول برنسيس للرحلات البحرية وتبلغ سعتها 3660 راكبًا.

## نبذة تاريخية
في مارس 2015 تعاقدت شركة كارنيفال كوربرايشن في اتفاقية إستراتيجية مع فينكانتييري لبناء خمس سفن سياحية ليتم تسليمها خلال الفترة بين عامي 2019 و 2022. ومن هذه الاتفاقية تم الإعلان عن طلب سفينة خامسة من فئة رويال لصالح شركة برنسيس للرحلات البحرية.
في 14 فبراير 2019 وفي حوض بناء السفن في مونفلكوني تم الاحتفال بإنزال العارضة لبدء أعمال البناء. في 6 أغسطس 2019 تم تعويم السفينة،  ولاحقا احتفلت برنسيس للرحلات البحرية بذلك في 17 سبتمبر 2019.
في أبريل 2020 أعلنت شركة برنسيس أن فينكانتييري قد أغلقت أحواض بناء السفن مؤقتًا لمدة ستة أسابيع وسط تفشي جائحة فيروس كورونا في إيطاليا، مما أدى إلى تأخيرات أثرت بشكل مباشر على الجدول الزمني لبناء السفينة وتسليمها. وبعد استئناف البناء بدأت السفينة تجاربها البحرية في 13 يونيو 2020، مبحرة من مونفلكوني إلى باليرمو. وظلت في باليرمو حتى 26 يونيو قبل أن تعود إلى مونفالكون في 29 يونيو، لتستكمل بنجاح تجاربها البحرية في 8 يوليو 2020. وبعد تأخير تسليم السفينة عن المخطط لمدة ثلاثة أشهر، إستلمت برنسيس للرحلات البحرية السفينة في 30 سبتمبر 2020 في مونفالكون. وأصبحت بذلك أيضًا سفينة الركاب رقم 100 التي يتم تشييدها بواسطة فينكانتييري. 
يبلغ حجم حمولة السفينة 145000 طن، بطول 330.0 مترًا (1,082.7 قدمًا)، والغاطس 8.49 مترًا (27.9 قدمًا)، يتم تشغيلها بواسطة نظام المولد الكهربائي بالديزل، بأربعة محركات فارتسيلا، ينتج عنها إجمالي إنتاج يبلغ 62.4 ميجاواط (83,700 حصان). الدفع الرئيسي يتم من خلال مروحتين، كل منهما يقودها محرك كهربائي بقوة 18 ميجاواط (24000 حصان).يعطي النظام للسفينة سرعة خدمة قدرها 21.9 عقدة (40.6 كم/س) وبسرعة قصوى تبلغ 23 عقدة (43 كم/س). وتضم السفينة 1830 كابينة ركاب و 757 كابينة للطاقم. 81٪ من كبائن الركاب مزودة بشرفة. 

## وصلات خارجية
لم يتم العثور على روابط لمواقع التواصل الاجتماعي.